# Dicranomyia (Dicranomyia) brevirama
Dicranomyia (Dicranomyia) brevirama is een tweevleugelige uit de familie steltmuggen (Limoniidae). De soort komt voor in het Australaziatisch gebied.